# Distrito de Cantemir
El distrito de Cantemir es uno de los distritos (en rumano: raion) en el sur de Moldavia.
Según censo 2014 la población del distrito sumaba 52 115.

## Subdivisiones
Comprende la ciudad de Cantemir y las siguientes comunas:
- Antoneşti
- Baimaclia
- Cania
- Capaclia
- Chioselia
- Ciobalaccia
- Cîietu
- Cîrpeşti
- Cîşla
- Cociulia
- Coştangalia
- Enichioi
- Goteşti
- Haragîş
- Lărguţa
- Lingura
- Pleşeni
- Plopi
- Porumbeşti
- Sadîc
- Stoianovca
- Şamalia
- Tartaul
- Toceni
- Ţiganca
- Vişniovca